# Platyhypnidium esquirolii
Platyhypnidium esquirolii är en bladmossart som beskrevs av Brotherus 1925. Platyhypnidium esquirolii ingår i släktet Platyhypnidium och familjen Brachytheciaceae. Inga underarter finns listade i Catalogue of Life.